# Ostufer Stoßdorfer See
Das Naturschutzgebiet Ostufer Stoßdorfer See liegt auf dem Gebiet der Stadt Luckau im Landkreis Dahme-Spreewald in Brandenburg.
Das Gebiet mit der Kenn-Nummer 1569 wurde mit Verordnung vom 12. November 2003 unter Naturschutz gestellt. Das rund 111 ha große Naturschutzgebiet erstreckt sich südlich von Stöbritz, einem Wohnplatz im Ortsteil Willmersdorf-Stöbritz der Stadt Luckau. Es umfasst rund die Hälfte des Stoßdorfer Sees.